# Marco Arop
Marco Arop (Khartoem, 20 september 1998) is een Canadees atleet van Soedanese afkomst die is gespecialiseerd in de 800 m. Hij nam tweemaal deel aan de Olympische Spelen en eveneens tweemaal aan de Wereldkampioenschappen. Op laatstgenoemd toernooi veroverde hij op zijn specialiteit in 2022 de bronzen medaille en een jaar later de wereldtitel. Hij is de eerste Canadees die op de 800 m wereldkampioen werd. Eerder, in 2019, was hij op deze afstand al kampioen geworden op de Pan-Amerikaanse Spelen.

## Biografie

### Emigratie en eerste contact met atletiek
Arop was nog maar een peuter, toen zijn ouders de Soedanese Burgeroorlog ontvluchtten. Hij bracht zijn eerste jaren door in een appartement in Egypte, samen met zijn ouders en drie oudere broers, alvorens het gezin naar Canada emigreerde. Daar woonden ze de eerste twee jaar in Saskatoon, waarna ze naar Edmonton verhuisden.
In eerste instantie ging Arops interesse uit naar basketbal. Hij kreeg een studiebeurs aangeboden door de Concordia University of Edmonton. Daar verschoof zijn belangstelling van basketbal naar atletiek, dit op aandringen van zijn basketbalcoach op zijn Highschool, die later zou toegeven er geen idee van te hebben gehad, dat hij zo goed zou worden.

### Eerste successen
In 2017, op achttienjarige leeftijd, beleefde Arop zijn eerste succes door op de Canadese Zomerspelen in Winnipeg de 800 m te winnen. Een jaar later veroverde hij op dit onderdeel zijn eerste nationale titel op de 800 m en nam hij deel aan de NCAA-kampioenschappen in Eugene, waar hij tweede werd.
Weer een jaar later nam hij deel aan de Pan-Amerikaanse Spelen, waar hij naar de gouden medaille liep op de 800 m. Later dat jaar was Arop bij zijn debuut op de wereldkampioenschappen in Doha meteen goed voor de zevende plaats in de finale van de 800 m.

### Debuut op de Olympische Spelen
In 2021 nam Arop deel aan de uitgestelde Olympische Spelen van 2020 in Tokio. Dankzij winst in zijn reeks kon hij zich kwalificeren voor de halve finale van de 800 m. Hierin eindigde als zevende, waarmee hij niet doordrong tot de finale. In de maanden volgend op de Olympische Spelen stak Arop twee overwinningen in de Diamond League-serie op zak dankzij winst op de 800 m op de Prefontaine Classic- en Athletissima-meetings. 

### Brons op WK 2022
In 2022 was Arop goed voor een achtste plaats op de wereldindoorkampioenschappen in Belgrado. Tijdens het daaropvolgende baanseizoen liep hij op de WK in Eugene naar de bronzen medaille op de 800 m, achter Emmanuel Korir en Djamel Sedjati.

### Wereldkampioen in 2023
Een jaar later, opnieuw tijdens de WK die nu in Boedapest plaatsvonden, bereikte Arop een hoogtepunt in zijn loopbaan door op de 800 m de gouden medaille te veroveren. Nadat hij zijn serie en halve finale had gewonnen door vanaf start tot finish op kop te lopen, koos hij in de finale voor een andere tactiek. De eerste ronde kwam hij als laatste van het lopersveld door, om pas in de daaropvolgende bocht naar voren op te schuiven, waarna hij op het voorlaatste rechte eind in één lange rush de kop overnam om die tot aan de finish vast te houden. In 1.44,24 werd hij de eerste Canadees die op dit onderdeel de wereldtitel veroverde. Een week later was hij alweer present op de Wanda Diamond League meeting in Xiamen, waar hij zij pasverworven status van wereldkampioen waarmaakte door de 800 m te winnen in 1.43,24, een PR-prestatie en tevens de derde beste wereldjaarprestatie. 

## Titels
- Wereldkampioen 800 m - 2023
- Canadees kampioen 800 m - 2018, 2022, 2023
- Canadese Zomerspelen kampioen 800 m - 2017
- Pan-Amerikaanse Spelen kampioen 800 m - 2019

## Persoonlijke records

### Outdoor
| Afstand | Prestatie    | Datum            | Plaats      |
| ------- | ------------ | ---------------- | ----------- |
| 400 m   | 46,10 s      | 30 april 2022    | Starkville  |
| 800 m   | 1.41,20 (AR) | 10 augustus 2024 | Parijs      |
| 1000 m  | 2.14,35 (NR) | 10 augustus 2022 | Monaco      |
| 1500 m  | 3.38,36      | 31 maart 2023    | Gainesville |

### Indoor
| Afstand     | Prestatie    | Datum            | Plaats     |
| ----------- | ------------ | ---------------- | ---------- |
| 300 m       | 36,12 s      | 4 maart 2017     | Edmonton   |
| 600 m       | 1.21,53 s    | 3 maart 2017     | Edmonton   |
| 800 m       | 1.45,90 (NR) | 9 februari 2019  | Clemson    |
| 1000 m      | 2.17,10      | 13 februari 2021 | New York   |
| 1500 m      | 3.42,35      | 6 februari 2022  | New York   |
| 1 Eng. mijl | 3.57,50      | 31 januari 2021  | Birmingham |

## Belangrijkste resultaten

### 800 m
Kampioenschappen
- 2017:  Pan-Amerikaanse kamp. U20 - 1.47,08
- 2017:  Canadese Zomerspelen - 1.49,23
- 2018:  Canadese kamp. - 1.46,15
- 2018:  NACAC - 1.46,82
- 2019: 7e WK - 1.45,78
- 2019:  Pan-Amerikaanse Spelen - 1.44,25
- 2021: 7e in ½ fin. OS - 1.44,90
- 2022:  Canadese kamp. - 1.44,39
- 2022:  WK - 1.44,28
- 2022: 8e WK indoor - 1.47,58
- 2023:  Canadese kamp. - 1.46,64
- 2023:  WK - 1.44,24
- 2024:  OS - 1.41,20 (AR)

Diamond league-podiumplaatsen
- 2020:  Herculis - 1.44,14
- 2020:  BAUHAUS-galan - 1.44,67
- 2021:  BAUHAUS-galan - 1.44,00
- 2021:  Herculis - 1.43,26
- 2021:  Prefontaine Classic - 1.44,51
- 2021:  Meeting de Paris - 1.44,74
- 2021:  Athletissima - 1.44,50
- 2022:  British Grand Prix - 1.45,41
- 2022:  Weltklasse Zürich - 1.43,38
- 2023:  Wanda Diamond League Xiamen - 1.43,24

1983 Willi Wülbeck ·
1987 Billy Konchellah ·
1991 Billy Konchellah ·
1993 Paul Ruto ·
1995 Wilson Kipketer ·
1997 Wilson Kipketer ·
1999 Wilson Kipketer ·
2001 André Bucher ·
2003 Djabir Saïd-Guerni ·
2005 Rashid Ramzi ·
2007 Alfred Kirwa Yego ·
2009 Mbulaeni Mulaudzi ·
2011 David Rudisha ·
2013 Mohammed Aman · 
2015 David Rudisha · 
2017 Pierre-Ambroise Bosse · 
2019 Donavan Brazier · 
2022 Emmanuel Korir · 
2023 Marco Arop